# Союз ратников за прогресс Болгарии
Союз ратников за прогресс Болгарии (болг. Ратничество за напредък на българщината), иначе: Союз ратников за прогресс болгарского национального духа — болгарская национал-шовинистическая военизированная организация, действовавшая в 1936—1944 годах. Идеологически стоял на антикоммунистической и антикапиталистической Третьей позиции. Отличался крайним антисемитизмом, был близок к нацизму. Запрещён после прихода к власти БКП.

## Структура националистической интеллигенции
Организация была создана в 1936 году, в период укрепления монархического режима Бориса III. Инициативу проявила группа правонационалистической интеллигенции. Основателем и вождём (Водач) Союза ратников стал профессор агрономии Софийского университета Асен Кантарджиев — ветеран Первой мировой войны, сын генерала Тодора Кантарджиева. Его ближайшим соратником был журналист и националистический боевик Иван Гьошев. В руководстве Ратников состояли писатели Димитр Талев и Фани Попова-Мутафова (считалась главным идеологом Союза), художник Райко Алексиев, активисты националистической молодёжи Борис Стоилков и Климент Далкалычев, адвокаты Александр Белев и Петр Габровский, будущий премьер-министр Болгарии.
Ратники ставили задачу укрепления государства на основе национальных и религиозных «духовных скреп». Изначально они выражали поддержку царю, тесно сотрудничали с православной церковью (хотя добивались от неё более националистической ориентации). Выступая с позиций крайнего национализма и антикоммунизма, жёстко критиковали «бездуховную» капиталистическую экономику, буржуазный парламентаризм и западную демократию в целом. Эти черты, а также яростный антисемитизм, сближали идеологию Ратников с НСДАП.
Программное заявление Союза Къмъ социалната правда, изданное в 1937, отвергало идеи как буржуазного прогресса, восходящие к европейским революциям XVIII—XIX веков, так и марксизма. Социальная справедливость понималась как национальное единение, главным препятствием к её достижению объявлялось «еврейское засилье».
Символом Ратников являлся Солнечный крест, лозунгом — слоган Напред и нагоре! («Вперёд и вверх!»). Ратники носили униформу красного цвета, демонстрируя этим готовность к конкуренции с коммунистами за умы и души болгар.

## Военизированный антисемитизм
Организация строилась по принципам военизированной секретности, поэтому её численность неизвестна — даже в полицейской статистике наличествовал большой разброс данных. Назывались цифры от 1,5 тысяч (1938) до 80 тысяч (1944) и даже до 300 тысяч. В основном работу вели законспирированные ячейки, структурированные по членским «пятёркам». Публичные проявления были относительно редки. По сравнению с другими ультраправыми военизированными организациями Болгарии — прежде всего легионерами Лукова—Дочева — Ратники считаются организацией более элитарной по кадровому составу, практике и эстетике.
Конспиративная активность Ратников вызывала всё большее недовольство властей. В 1938 году организация была формально распущена, полиция штурмом взяла несколько её помещений. Профессор Кантарджиев был временно интернирован в Котеле, преследованиям подверглись сотни активистов.
Крупнейшей акцией Ратников являлась «болгарская Хрустальная ночь» — погром еврейских магазинов в Софии 20 сентября 1939. Ответственность принял на себя Александр Белев. 26 сентября 1939 правительство Георгия Кёсеиванова издало постановление, резко ужесточавшее политику в отношении негосударственных военизированных организаций. Члены Союза ратников за прогресс Болгарии и Союза болгарских национальных легионов подлежали увольнению с чиновных должностей, исключению из учебных заведений, несению трудовой повинности.
Несмотря на идейный монархизм и этатизм, в годы Второй мировой войны Ратники позиционировались как оппозиция справа правящему режиму. При этом некоторые руководители организации занимали высокие государственные посты. Александр Белев, прошедший стажировку в Германии и изучивший антисемитское законодательство Третьего рейха, являлся «комиссаром по еврейским вопросам». Он активно сотрудничал с гестапо, руководил депортациями евреев в нацистские концлагеря — против чего выступали даже многие болгарские фашисты во главе с Александром Цанковым. В депортациях участвовал и Петр Габровский, после смерти царя Бориса несколько дней возглавлявший правительство.

## Поражение и конспирация
После вступления советских войск в Болгарию и прихода к власти прокоммунистического правительства Кимона Георгиева в сентябре 1944 Союз ратников был запрещён. Белев покончил с собой, Гьошев был расстрелян, Райко Алексиев забит насмерть, Габровский казнён по приговору Народного суда. Талев и Попова-Мутафова отбыли несколько лет заключения. Кантарджиев бежал в Австрию и занимал пост министра общественных работ в прогерманском эмигрантском правительстве Цанкова. Впоследствии он перебрался в США.
В то же время конспиративное устройство Ратников многим из них помогло избежать репрессий. Считается, что ультраправый и пронацистский Союз ратников понёс в период коммунистического террора гораздо меньшие потери, нежели более умеренные, но открыто действовавшие партии.
Некоторые активисты Ратников после сентября 1944 вступили в болгарскую бригаду СС, другие примкнули к подпольной офицерской организации Царь Крум.